# Arend Steenbergen
Arend Steenbergen, né le 27 mars 1965 à Nimègue, est un réalisateur et scénariste néerlandais.

## Filmographie
- 1993 : De vader van Najib (nl)[1]
- 1998 : Temmink: The Ultimate Fight (nl)[2]
- 2000 : Nacht in de stad
- 2004 : Twee dromen[3]
- 2004 : Milan en de zielen
- 2005 : Zwarte zwanen (nl)[4]
- 2006 : Don (en)[5]
- 2008 : Grandma's House
- 2010 : 6 tips om de beste voetballer van de wereld te worden